# Газопровод Баку — Ново-Филя
Газопровод Баку — Ново-Филя — азербайджано-российский трубопровод, идущий от Баку до российской границы по побережью Каспийского моря, протяжённостью 200 км, по которому природный газ поставляется как на российский рынок, так и в реверсном режиме в Азербайджан. Является составной частью газотранспортной системы Азербайджана. Построен в 1982 году, как участок газопровода Моздок-Казимагомед. Мощность — 10 млрд. м³ в год.

## Меморандум
Меморандум о взаимопонимании между ОАО «Газпром» и Государственной нефтяной компанией Азербайджана (ГНКАР/SOCAR) был подписан 28 марта 2009 года в Москве, в центральном офисе ОАО «Газпром» главой российского концерна Алексеем Миллером и президентом ГНКАР Ровнагом Абдуллаевым. В соответствии с подписанным Меморандумом, была достигнута договорённость между обеими сторонами о начале переговоров по согласованию условий долгосрочной купли-продажи азербайджанского газа, с предварительным началом поставок газа в январе 2010 года на условиях DAF («поставка на границе») граница Азербайджана с Россией. Цены будут рассчитываться по европейской формуле, с привязкой к корзине нефтепродуктов.

## Предыстория
С 2007 года Азербайджан превратился в страну-экспортёра газа, начав поставки в Грузию и Турцию. Потребление природного газа в Азербайджане составляет примерно 10-11 млрд м³ в год.
Летом 2008 года ОАО «Газпром» начало вести переговоры с ГНКАР об условиях закупки азербайджанского газа и возможных своповых (обменных) операциях, предложив при этом закупать азербайджанский газ по рыночным ценам на основе долгосрочного договора. Ранее также сообщалось, что Газпром обсуждает возможность закупки газа с азербайджанского месторождения Шах-Дениз. В 2013 году в рамках контракта Азербайджан поставил в Россию 1,4 млрд м³, а в 2014 году — 0,21 млрд м³. В 2015 году поставки не осуществлялись.
Для обеспечения экспортных возможностей Азербайджана перед Турцией поставки российского газа в Азербайджан начались в 2014 году. С 29 сентября 2015 года начаты поставки газа в Азербайджан, среднесуточный объём которых составляет около 6 млн м³.

## История
С 2000 по 2006 год российская компания «Газпром» осуществляла поставки газа в Азербайджан по газопроводу Баку-Ново-Филя, имеющему общую мощность 10 миллиардов кубометров в год.
Затем поставки были прекращены из-за запуска месторождения «Шахдениз», которое полностью обеспечивает внутренние потребности Азербайджана в природном газе.
После 2006 года магистраль использовалась в обоих направлениях: С 2010 по 2014 год Азербайджан периодически осуществлял поставки газа в Россию. В 2017 и 2018 годах «Газпром» также осуществлял сезонные поставки газа в Азербайджан.
В конце 2022 года «Газпром» начал поставки газа в Азербайджан после почти четырёхлетнего перерыва.
В период с ноября 2022 года по март 2023 года действовал договор о сезонном обмене газом между Россией и Азербайджаном. Согласно этому соглашению, Россия поставила на рынок Азербайджана 900 миллионов кубометров топлива, а Азербайджан, в свою очередь, экспортировал чуть более 320 миллионов кубометров газа.